# 松尾明弘
松尾 明弘（まつお あきひろ、1975年（昭和50年）1月25日 - ）は、日本の弁護士、政治家。立憲民主党所属の衆議院議員（2期）。

## 来歴
世田谷区にて生まれ、杉並区で育つ。武蔵中学校・高等学校を経て東京大学法学部へ進学。1998年、大学卒業後に日本電信電話へ入社。1999年、ITベンチャー企業に転職。2003年、ITベンチャー企業の代表取締役就任。2006年成蹊大学法科大学院修了。同年、司法試験合格。2007年、松尾千代田法律事務所設立。2011年、一橋大学大学院国際企業戦略研究科修了。
2016年3月28日、元民主党衆議院議員の中山義活が自身の後継者として松尾を発表した。中山の地盤である東京2区では、旧維新の党出身で元衆議院議員の大熊利昭も立候補の意向を示しており、同月に発足した民進党では「最終的に強い方に絞り込む」とした上で松尾、大熊の両方に公認内定を出した。その後、地元区議の意見や情勢調査を踏まえ、6月21日に大熊の公認を取り消し、松尾に一本化した。
2017年9月28日、民進党は希望の党への合流を決定。立憲民主党が設立された10月3日、希望の党は衆院選の第1次公認192人を発表。同党が東京2区に元東京都議会議員の鳩山太郎を擁立したことが明らかとなった。10月4日、立憲民主党に加わった長妻昭らは国会内で記者会見し、衆院選の東京都の小選挙区に松尾など16人を擁立する方針を明らかにした。松尾は「日本が持っていた支え合う価値観が脅かされている。守るために戦う」と決意表明した。10月22日、第48回衆議院議員総選挙執行。東京2区から立憲民主党公認で立候補した松尾は小選挙区で自由民主党の辻清人に敗れ、比例でも次点で落選した。
2020年9月、国民民主党との合流に伴い新たに結党した立憲民主党に参加し、東京2区の総支部長に就任。
2020年10月22日、自身の不祥事で旧立憲民主党を離党していた初鹿明博が、引責のため衆議院議員の辞職届を提出し、同月26日の衆議院本会議で辞職が許可された。これを受けて11月4日に選挙管理委員会が比例東京ブロックでの松尾の繰り上げ当選を決定、同月5日の官報で告示された。
2021年10月14日公示、同月31日投開票の第49回衆議院議員総選挙に引き続き立憲民主党公認で東京2区より出馬したが、再び辻に敗れ、比例復活もかなわず落選した。
2022年3月3日、第26回参議院議員通常選挙東京都選挙区（定数6）に擁立する2人目の立憲民主党公認候補を選定する予備選挙に立候補を表明した。同月10日の予備選挙の結果、松尾が選任されその後正式に党公認候補に内定した。同年7月10日の投開票の結果、34人中8位で落選。
同年11月18日、衆議院選挙区の新しい区割りである「10増10減」の改正公職選挙法案が参議院で可決された。同年12月13日の立憲民主党の常任幹事会で、次期衆院選において、新東京7区（港区、渋谷区）からの出馬が内定した。
2024年10月15日、第50回衆議院議員総選挙が公示され、東京7区からは松尾、自由民主党公認の元参議院議員の丸川珠代、旧東京1区から国替えした日本維新の会現職の小野泰輔、参政党公認の石川友梨香の計4人が立候補した。10月17日に読売新聞が序盤情勢を発表し、「松尾と丸川、小野が三つどもえの戦い」と報じた。自民党は裏金問題や統一教会問題、10月23日に発覚した非公認候補への2000万円支給問題などで逆風が吹き荒れた。10月27日、投票締め切りの20時直後、NHKの開票速報が始まると、最初に当選確実が報じられたのは松尾だった。松尾は通算2期目の当選を果たし、裏金議員として比例重複が認められなかった丸川は落選が決まった。日本維新の会は比例東京ブロックで2議席を獲得。3番目の惜敗率（54.718％）だった小野は比例復活もならず議席を失った。丸川を支援した自民党区議の一人は選挙戦を振り返り、「本来なら負ける可能性はなかった。2000万円にトドメを刺されたような感じ」と述べた。

## 政策・主張

### 憲法
- 憲法改正についての各メディアのアンケートの結果は以下のとおり。
  - 2017年 - 朝日新聞社には「どちらかといえば賛成」と回答[33]。
  - 2021年 - 朝日新聞社には「どちらかと言えば反対」と回答[34]。
  - 2022年 - NHK、毎日新聞社には「反対」と回答[35][36]。
  - 2024年 - NHKには「反対」と回答[37]。

- 憲法9条への自衛隊の明記について、2021年、2024年のNHKのアンケートで「反対」と回答[38][37]。9条への自衛隊の明記について、2022年、2024年のNHKのアンケートで「反対」と回答[35][37]。

- 憲法を改正し緊急事態条項を設けることについて、2021年の毎日新聞社、2022年のNHK、同年の東京新聞のアンケート、2024年のNHKのアンケートで「反対」と回答[39][35][40][37]。

### 外交・安全保障
- 安全保障関連法の成立について、2017年のアンケートで「評価しない」と回答[33]。

- 「他国から攻撃が予想される場合には敵基地攻撃もためらうべきではない」との問題提起に対し、2021年のアンケートで「どちらかと言えば反対」と回答[34]。敵基地攻撃能力を持つことについて、2022年のNHKのアンケートで「反対」と回答[35]。

- 「日本の防衛力はもっと強化すべきだ」との問題提起に対し、2017年のアンケートで「賛成」と回答[33]。2021年のアンケートで「どちらかといえば反対」と回答[34]。

- 「北朝鮮には対話よりも圧力を優先すべきだ」との問題提起に対し、2021年のアンケートで「どちらかと言えば反対」と回答[34]。

- 普天間基地の辺野古移設について、2021年のアンケートで「どちらかと言えば反対」と回答[34]。

- ロシアは2022年2月24日、ウクライナへの全面的な軍事侵攻を開始した[41]。日本政府が行ったロシアに対する制裁措置についてどう考えるかとの問いに対し、2022年のNHKのアンケートで「さらに強めるべきだ」と回答[35]。

- 2022年6月7日、政府は経済財政運営の指針「骨太方針」を閣議決定した。NATO加盟国が国防費の目標としている「GDP比2％以上」が例示され、防衛力を5年以内に抜本的に強化する方針が明記された[42]。「防衛費を今後どうしていくべきだと考えるか」との問いに対し、2022年のNHKのアンケートで「今の程度でよい」と回答[35]。

- 徴用工訴訟問題や慰安婦問題などをめぐり日韓の対立が続くなか、関係改善についてどう考えるかとの問いに対し、2022年の毎日新聞社のアンケートで「互いに譲歩すべきだ」と回答[36]。

### ジェンダー
- 選択的夫婦別姓制度の導入についての各メディアのアンケートの結果は以下のとおり。
  - 2017年 - 朝日新聞社には「賛成」と回答[33]
  - 2021年 - 朝日新聞社、中日新聞社には「賛成」と回答[34][35][43]。
  - 2024年 - NHKには「賛成」と回答[37]。

- 同性婚を可能とする法改正についての各メディアのアンケートの結果は以下のとおり。
  - 2017年 - 朝日新聞社には「どちらかと言えば賛成」と回答[33]。
  - 2021年 - 朝日新聞社には「賛成」と回答[34]。
  - 2022年 - NHKには「賛成」と回答[35]。
  - 2024年 - NHKには「賛成」と回答[37]。

- 「LGBTなど性的少数者をめぐる理解増進法案を早期に成立させるべきか」との問題提起に対し、2021年のアンケートで「賛成」と回答[34]。

- クオータ制の導入について、2021年、2022年のNHKのアンケートで「賛成」と回答[38][35]。2024年のNHKのアンケートで回答しなかった[37]。

### その他
- アベノミクスについて、2017年のアンケートで「どちらかと言えば評価しない」と回答[33]。

- 安倍内閣による森友学園問題・加計学園問題への対応について、2017年のアンケートで「評価しない」と回答[33]。

- 森友学園への国有地売却をめぐる公文書改竄問題で、2021年5月6日、国は「赤木ファイル」の存在を初めて認めた[44]。しかし5月13日、菅義偉首相はファイルの存在を踏まえた再調査を行わない考えを報道各社に書面で示した[45]。9月の自民党総裁選挙で総裁に選出された岸田文雄も10月11日、衆議院本会議の代表質問で再調査の実施を否定した[46]。国の対応をどう考えるかとの問いに対し、2021年の毎日新聞社のアンケートで「さらに調査や説明をすべき」と回答[39]。

- 「原子力規制委員会の審査に合格した原子力発電所は運転を再開すべきだ」との問題提起に対し、2017年のアンケートで「賛成」と回答[33]。

- 「いますぐ原子力発電を廃止すべきか。将来も原子力発電は電力源のひとつとして保つべきか」との問いに対し、2021年のアンケートで「どちらかと言えば前者に近い」と回答[34]。

- 「原子力発電への依存度について今後どうするべきか」との問題提起に対し、2021年、2022年のNHKのアンケートで「ゼロにすべき」と回答[38][35]。

- 「小池百合子都知事の都政運営をどの程度評価するか」との問いに対し、2022年のNHKのアンケートで「全く評価しない」と回答[35]。

- 「新型コロナウイルスの感染症法上の扱いを結核など2類と同等の現行の対応を維持するべきか、インフルエンザなど5類と同等に緩和するべきか」との問いに対し、2022年の東京新聞のアンケートで「今のままでよい」と回答[47]。

- 新型コロナウイルス対策として、消費税率の一時的な引き下げは「必要」と回答[38]。

- 受動喫煙防止を目的に飲食店などの建物内を原則禁煙とする健康増進法改正に反対[48]。

- 「東京都子どもを受動喫煙から守る条例」のように受動喫煙から子どもたちの健康を守るための法律を国レベルで制定することについて、「必要ない」と回答[48]。

## 選挙
| 当落 | 選挙                     | 執行日         | 年齢 | 選挙区       | 政党       | 得票数     | 得票率 | 定数 | 得票順位 /候補者数 | 政党内比例順位 /政党当選者数 |
| ---- | ------------------------ | -------------- | ---- | ------------ | ---------- | ---------- | ------ | ---- | ------------------ | ---------------------------- |
| 繰当 | 第48回衆議院議員総選挙   | 2017年10月22日 | 42   | 東京都第2区  | 立憲民主党 | 9万1230票  | 37.06% | 1    | 2/3                | 5/4                          |
| 落   | 第49回衆議院議員総選挙   | 2021年10月31日 | 46   | 東京都第2区  | 立憲民主党 | 9万422票   | 32.93% | 1    | 2/5                | 8/4                          |
| 落   | 第26回参議院議員通常選挙 | 2022年07月10日 | 47   | 東京都選挙区 | 立憲民主党 | 37万2064票 | 5.91%  | 6    | 8/34               | /                            |
| 当   | 第50回衆議院議員総選挙   | 2024年10月27日 | 49   | 東京都第7区  | 立憲民主党 | 8万6252票  | 41.89% | 1    | 1/4                | /                            |